# Tausí
El tausí o judía negra china fermentada es un condimento muy popular en la gastronomía de China, usado para elaborar salsa de judía negra. No debe confundirse con la judía negra, una variedad de judía común usada comúnmente en Centroamérica, Sudamérica y el Caribe.
El tausí se prepara fermentando y salando soja. El proceso vuelve las semillas negras, blandas y casi secas. El olor resultante es fuerte, acre y picante, con un sabor salado y algo amargo y dulce.
El proceso y producto son parecidos al ogiri y el iru, ambas recetas africanas de judías fermentadas.

## Uso
El tausí se usa especialmente para condimentar pescado o verdura frita (especialmente melón amargo y verdura de hoja). A diferencia de otros productos a base de soja fermentada, como el nattō o el tempeh, el douchi se usa solo como condimento, y no suele consumirse en grandes cantidades, pues típicamente es muy salado.
El tausí puede encontrarse en paquetes pequeños en tiendas de alimentación china.
Algunas recetas comunes hechas con douchi son las costillas magras al vapor con judías negras fermentadas y pimiento chile (豉椒排骨) y la carpa de barro china con judías negras fermentadas (豆豉鯪魚).

## Pasta de judía negra
En la cocina china se prepara un condimento llamado pasta de judía negra o salsa de judía negra y ajo (蒜蓉豆豉酱) con douchi, ajo y salsa de soja, una combinación típica usada para sazonar platos. Esta pasta se comercializa en tarro de cristal por compañías como Lee Kum Kee, si bien la mayoría de los chefs de restaurantes chinos prefiere usar douchi para preparar estas salsas artesanalmente.
- Datos: Q3242685
- Multimedia: Preserved black beans / Q3242685